# Machilus phoenicis
Machilus phoenicis är en lagerväxtart som beskrevs av Stephen Troyte Dunn. Machilus phoenicis ingår i släktet Machilus och familjen lagerväxter. Inga underarter finns listade i Catalogue of Life.